# Evo opet šorom vranci jure
Evo opet šorom vranci jure je samostalni album Ansambla Hajo iz Subotice.
Pjesme na albumu su:
1. "Evo opet šorom vranci jure" (glazba: Tomislav Vukov, tekst: Tomislav Vukov, arr. Tomislav Vukov i Marinko Piuković) (Festival bunjevački’ pisama 2011., najbolja pjesma po ocjeni strukovnih sudaca za glazbu)[4]
2. "Vojvodina iz sićanja mojih" (tekst: Hrvoje Bogutovac, glazba i aranžman: Krešimir Stipa Bogutovac) (Tamburica fest 2012.)[5]
3. "Somborski špricer u ladu" (H. Bogutovac – M. Piuković / T. Vukov – Zoran Mulić)
4. "Ostala je samo pisma naša" (T. Vukov – T. Vukov – T. Vukov / M.Piuković) (Festival bunjevački’ pisama 2012., najbolje pjesma po izboru publike)[6]
5. "Dani bećarski" (T. Vukov – T. Vukov – T. Vukov / M. Piuković)
6. "Senka" (H. Bogutovac – K. S. Bogutovac – K. S. Bogutovac / M. Piuković / T. Vukov)
7. "Didin štagalj stari" (H. Bogutovac – K. S. Bogutovac – M. Piuković / T. Vukov)
8. "Sve dugove podmirio" (K. S. Bogutovac / H. Bogutovac – K. S. Bogutovac – M. Piuković / T. Vukov)
9. "Zašto te još volim" (H. Bogutovac – H. Bogutovac – M. Piuković / T. Vukov)
10. "Tamburaši samo svirajte" (T. Vukov – T. Vukov – T. Vukov / M. Piuković) (Festival bunjevački’ pisama 2010.)
11. "Pružila se Vojvodina" (K. S. Bogutovac – K. S. Bogutovac – K. S. Bogutovac / M. Piuković / T. Vukov)

Autori 11 autorskih pjesama su Tomislav Vukov, Hrvoje Bogutovac i Krešimir Stipa Bogutovac. 
Glazbena produkcija: Krešimir Stipa Bogutovac i Branimir Jovanovac.
Na albumu gostuju Stanko Šarić i Željko Lončarić Žec. 
Omot albuma dizajnirao je Zoran Vukmanov Šimokov Subotice. 
Za skladbu "Evo opet šorom vranci jure" snimljen je spot, čiji je redatelj Marko Zeljković.

## Vanjske poveznice
- Spot Evo opet šorom vranci jure, YouTube kanal Ansambla Hajo